# Šmihel (gmina Pivka)
Šmihel – wieś w Słowenii, gmina Pivka. 1 stycznia 2017 liczyła 109 mieszkańców.